# Elector infiel

Leyes de faithless electors por estado
Voto anulado con sanción
Voto anulado
Voto emitido con penalización
Voto emitido
Sin legislación al respecto

En el Colegio Electoral de los Estados Unidos, un elector infiel (en inglés: faithless elector)es un elector que no vota por los candidatos a presidente y vicepresidente de los Estados Unidos por quienes se había comprometido a votar y, en cambio, vota por otros candidatos o se abstiene de votar. Como parte de las elecciones presidenciales de los Estados Unidos, cada estado selecciona el método por el cual sus electores serán seleccionados, que en los tiempos modernos se ha basado exclusivamente en el voto popular en cada estado, y generalmente requiere que sus electores se hayan comprometido a votar por el candidato de su partido si es nombrado. Un elector comprometido (en inglés: pledged elector) solo se considera un elector infiel si no cumple con su promesa; los electores no comprometidos (en inglés, unpledged elector) no están obligados y son libres de votar por cualquier candidato. Las consecuencias de que un elector vote de manera incompatible con su promesa varían de un estado a otro.
Los electores generalmente son elegidos y nominados por un partido político o el candidato presidencial del partido, y generalmente son miembros del partido con una reputación de gran lealtad al partido y al candidato elegido. Por lo tanto, un elector infiel corre el riesgo de ser censurado y de sufrir represalias políticas por parte su partido, así como posibles sanciones legales en algunos estados. Los candidatos a electores son nominados por los partidos políticos estatales en los meses previos al día de las elecciones. En algunos estados, como Indiana, los electores son nominados en las primarias, de la misma manera que se nomina a otros candidatos. En otros estados, como Oklahoma, Virginia y Carolina del Norte, los electores son nominados en las convenciones de los partidos. En Pensilvania, el comité de campaña de cada candidato nombra a sus candidatos a elector, como un intento de desanimar a los electores infieles. En algunos estados, los funcionarios estatales de alto rango y/o reconocidos, incluidos los gobernadores, a menudo sirven como electores siempre que sea posible (la Constitución prohíbe a los funcionarios federales actuar como electores, pero no restringe que los funcionarios estatales lo hagan). En general, los partidos han logrado mantener la fidelidad de sus electores, dejando de lado los raros casos en los que un candidato murió antes de que el elector pudiera emitir un voto.
Ha habido un total de 165 casos de votos infieles hasta 2016, 63 de los cuales ocurrieron en 1872 cuando Horace Greeley murió después del día de las elecciones pero antes de que se reuniera el Colegio Electoral. Casi todos han votado por candidatos de terceros o no candidatos, en lugar de cambiar su apoyo a un candidato de la oposición más importante. Durante las elecciones de 1836, la totalidad de los 23 electores de Virginia se abstuvieron sin fe de votar por el candidato demócrata victorioso a la vicepresidencia Richard M. Johnson. La pérdida del apoyo de Virginia hizo que Johnson se quedara a un voto electoral por debajo de la mayoría, lo que provocó que las elecciones a la vicepresidencia se volcaran al Senado de los Estados Unidos por única vez en la historia de Estados Unidos. La elección presidencial en sí no estuvo en disputa porque los electores de Virginia votaron por el candidato presidencial demócrata Martin Van Buren como prometieron. El Senado de los Estados Unidos finalmente eligió a Johnson como vicepresidente después de la pertinente votación.
La Constitución de los Estados Unidos no especifica una noción de compromiso para los electores; ninguna ley federal o estatuto constitucional vincula el voto de un elector a nada. Todas las leyes sobre promesas de contribuciones se originan a nivel estatal; la Corte Suprema de los Estados Unidos confirmó estas leyes estatales en su fallo del caso Ray contra Blair de 1952. En 2020, la Corte Suprema también falló en el caso Chiafalo contra Washington que los estados son libres de hacer cumplir las leyes que obligan a los electores a votar por el ganador del voto popular en su estado.

## Sistema electoral de los Estados Unidos
Cuando un ciudadano vota por su candidato a presidente, esta persona está votando realmente para instruir al elector de su estado hacia dónde debe ser dirigido su voto en el Colegio Electoral. Por ejemplo, si un ciudadano deposita su papeleta por el candidato del partido republicano, realmente esta persona está ordenando al "elector" de su estado para que vote por ese candidato en la reunión de electores en el colegio electoral, lo mismo en el caso demócrata. O lo que es lo mismo, quien gane el voto popular en un determinado estado, conseguirá el respaldo de "los electores" y, por tanto, los votos estatales a ese candidato y su partido.
De darse el caso de que ninguno de los candidatos obtenga más de 269 votos electorales, la Duodécima Enmienda a la Constitución entra a regir y el Congreso decide quien será el nuevo presidente. La combinación de congresistas de cada estado tiene derecho a un voto por estado y una mayoría simple de estados da un ganador. Esta situación se ha presentado dos veces en la historia norteamericana. La primera se dio en 1801: fue elegido presidente Thomas Jefferson; la segunda se produjo en 1825, cuando fue elegido presidente John Quincy Adams.
En resumen, el elector es una persona certificada y elegida para representar el voto de su estado en el Colegio Electoral. Para elegirlos, se divide en dos procesos. Por un lado, cada partido político del estado da una lista de electores potenciales, que suelen ser personas de confianza y con una alta trayectoria y recorrido en el mismo partido. El segundo proceso es el ya nombrado voto popular, en el que la población elige de que partido van a ser los electores que los van a representar, dando todos los puestos al ganador en la mayoría de los estados menos en Nebraska y Maine, donde se da una distribución proporcional de los electores. Finalmente, estos eligen al presidente en el Colegio Electoral.
Los electores se comprometen o prometen votar por el candidato de su partido, siendo contados los casos donde un elector no se comprometió a apoyar al candidato de turno, sucediendo esto más que nada a causa de fisuras internas en el partido; pero no existe ninguna ley federal o disposición constitucional que regule u obligue a los electores a votar de acuerdo a lo arreglado con su partido y respetando el voto popular. En caso de que un elector vote a otro que no sea el elegido del mismo partido, se lo denomina faithless elector o «elector infiel» (en el sentido de que rompe con la fidelidad respecto a su partido) y se enfrenta a procesos legales tanto del estado como del mismo partido.

## Leyes defaithless electors
A partir de 2020, 33 estados y el Distrito de Columbia tienen leyes destinadas a disuadir o frustrar a los electores infieles, aunque en la mitad de estas jurisdicciones no existe un mecanismo de aplicación. En 14 estados se anulan los votos contrarios a la promesa y se reemplaza a los respectivos electores, y en dos de estos estados también pueden ser multados. Otros tres estados imponen una sanción a los electores infieles, pero aún cuentan sus votos como emitidos.
Colorado fue el primer estado en anular el voto infiel de un elector, lo que ocurrió durante las elecciones de 2016. Minnesota también invocó esta ley por primera vez en 2016, cuando un elector se comprometió con Hillary Clinton y trató de votar por Bernie Sanders. Hasta 2008, los electores de Minnesota emitían votos secretos. Aunque el conteo final revelaría la ocurrencia de votos infieles (excepto en el improbable caso de que se cancelen dos o más votos), era imposible determinar qué electores fueron infieles. Después de que un elector desconocido fuera infiel en 2004, Minnesota enmendó su ley para requerir la votación pública de los votos de los electores e invalidar cualquier voto emitido por alguien que no sea el candidato al que se comprometió el elector.
Washington se convirtió en el primer estado en multar a electores infieles después de las elecciones de 2016, a raíz de que ese estado tuviera cuatro votos de electores infieles. En 2019, el estado cambió su ley para las futuras elecciones, con el fin de anular los votos infieles y reemplazar a los respectivos electores en lugar de multarlos.

## Fallos legales

### Caso Ray contra Blair
La constitucionalidad de las leyes del compromiso estatal fue confirmada por la Corte Suprema de los Estados Unidos en 1952 en el caso caso Ray contra Blair, tras una votación de 5 a 2. El tribunal dictaminó que los estados tienen el derecho de exigir a los electores que se comprometan a votar por el candidato que apoya su partido, y el derecho de eliminar a los electores potenciales que se niegan a comprometerse antes de la elección. El tribunal también escribió:

However, even if such promises of candidates for the electoral college are legally unenforceable because violative of an assumed constitutional freedom of the elector under the Constitution, Art. II, § 1, to vote as he may choose [emphasis added] in the electoral college, it would not follow that the requirement of a pledge in the primary is unconstitutional.
Sin embargo, incluso si tales promesas de los candidatos al colegio electoral son legalmente inaplicables porque violan una libertad constitucional asumida del elector bajo la Constitución, el art. II § 1, para votar como él quiera [énfasis agregada] en el colegio electoral, no se continuara con que el requisito de compromiso en las primarias sea inconstitucional.
Corte Suprema de los Estados Unidos, Ray contra Blair, 1952

El fallo solo sostuvo que exigir una promesa, no un voto, era constitucional y el juez Jackson, junto con el juez Douglas, escribieron en su disidencia:

No one faithful to our history can deny that the plan originally contemplated what is implicit in its text – that electors would be free agents, to exercise an independent and nonpartisan judgment as to the men best qualified for the Nation's highest offices.
Nadie fiel a nuestra historia puede negar que el plan originalmente contempló lo que está implícito en su texto: que los electores serían agentes libres, para ejercer un juicio independiente y no partidista sobre los hombres mejor calificados para los más altos cargos de la nación.

Un experto legal escribió que «una ley estatal que frustraría la discreción de un elector federal en un momento extraordinario cuando razonablemente debe ejercerse, violaría claramente el Artículo II y la Duodécima Enmienda.»

### Caso Chiafalo contra Washington y Departamento de Estado de Colorado contra Baca
Después de las elecciones de 2016, los electores que intentaron cambiar sus votos en Washington y Colorado fueron sometidos a la aplicación de las leyes de electores infieles de su estado. Los cuatro electores infieles de Washington fueron multados con 1000 dólares cada uno por romper su compromiso. Los electores recibieron asistencia legal del grupo de defensa sin fines de lucro Equal Citizens fundado por Lawrence Lessig. El caso de Colorado, Departamento de Estado de Colorado contra Baca, fue inicialmente desestimado por el Tribunal de Distrito de los Estados Unidos para el Distrito de Colorado. En apelación, el décimo circuito dictaminó en agosto de 2019 que la ley de electores infieles de Colorado era inconstitucional. Específicamente, se sostuvo que los electores tienen el derecho constitucional de votar por el candidato presidencial de su elección y no están obligados por ninguna promesa previa que hayan hecho. También se decidió  que el acto de votar para presidente en el colegio electoral es una función federal que no está sujeta a la ley estatal, y que las leyes estatales que requieren que los electores voten solo por los candidatos que prometieron son inconstitucionales e inaplicables. El 16 de octubre de 2019, Colorado apeló la decisión del Décimo Circuito ante la Corte Suprema de los Estados Unidos.
La decisión entró en conflicto con una decisión anterior de mayo de 2019 de la Corte Suprema de Washington In re Guerra, en la que tres electores a quienes se les impusieron multas de $1000 por violar sus promesas apelaron las multas, que fueron confirmadas. A diferencia del caso de Colorado, la corte de Washington sostuvo que los electores presidenciales son funcionarios estatales bajo el control de la ley estatal y pueden ser castigados penalmente por un estado si no votan como prometieron. El 7 de octubre de 2019, estos electores también apelaron su caso ante la Corte Suprema de los Estados Unidos.
El 6 de julio de 2020, la Corte Suprema de los Estados Unidos falló por unanimidad tanto en Chiafalo contra Washington como en el Departamento de Estado de Colorado contra Baca que los estados pueden hacer cumplir las leyes para castigar a los electores infieles.

## Historia
En 58 elecciones, 165 electores no han emitido sus votos para presidente o vicepresidente según lo prescrito por la legislatura del estado que representan. De aquellos:
- 71 electores cambiaron sus votos porque el candidato al que estaban comprometidos murió antes de la votación electoral (en 1872 y 1912).
- Un elector optó por abstenerse de votar por cualquier candidato (en 2000).
- 93 electores modificaron su voto preferencia personal, aunque ha habido algunos casos en los que el cambio puede haber sido causado por una equivocación.

Por lo general, los electores infieles actúan solos, aunque en ocasiones un elector infiel ha intentado inducir a otros electores a cambiar sus votos de forma concertada, normalmente con poco o ningún éxito. Una excepción fue las elecciones de 1836, en la que los 23 electores de Virginia actuaron juntos, alterando el resultado de la votación del Colegio Electoral pero sin cambiar el resultado de la elección general. La boleta demócrata ganó con 170 de los 294 votos electorales, pero los 23 electores de Virginia se abstuvieron en la votación para vicepresidente, lo que significa que el candidato demócrata, Richard M. Johnson, obtuvo solo 147 votos, exactamente la mitad del colegio electoral (a falta de un voto para ser elegido). Johnson fue posteriormente elegido vicepresidente por el Senado de Estados Unidos.

## Lista defaithless electors
| Elecciones | Suceso | N.º | Presidente y vicepresidente elegidos    |
| ---------- | --- | --- | --------------------------------------- |
| 1788-1789  | Tres electores, dos de Maryland y uno de Virginia, no votaron. | 3   | George Washington John Adams            |
| 1792       | Nuevamente, tres electores, dos de Maryland y uno de Virginia, no votaron. | 3   | George Washington John Adams            |
| 1796       | Samuel Miles, un elector de Pensilvania, se comprometió a votar por el candidato presidencial federalista John Adams, pero votó por el candidato demócrata-republicano Thomas Jefferson. Emitió su otro voto prometido por Thomas Pinckney, ya que en ese momento no había ninguna disposición que especificara si era para presidente o vicepresidente. Otros 18 electores votaron por Adams como prometieron, pero se negaron a votar por Pinckney. Este fue un intento de frustrar el rumoreado plan de Alexander Hamilton de elegir a Pinckney como presidente, y esto dio como resultado que el oponente de Adams, Jefferson, fuera elegido vicepresidente en lugar del compañero de fórmula de Adams, Pinckney. | 19  | John Adams Thomas Jefferson             |
| 1808       | Seis electores de Nueva York se comprometieron a votar por el demócrata-republicano James Madison para presidente y el exgobernador de Nueva York George Clinton para vicepresidente. En cambio, votaron por Clinton para presidente, tres votaron por Madison como vicepresidente y los otros tres votaron por James Monroe como vicepresidente. | 6   | James Madison George Clinton            |
| 1812       | Tres electores se comprometieron a votar por el candidato a vicepresidente federalista Jared Ingersoll, pero, en cambio, votaron por Elbridge Gerry. | 3   | James Madison Elbridge Gerry            |
| 1820       | William Plumer se comprometió a votar por el candidato presidencial demócrata-republicano James Monroe, quien no fue disputado para la reelección, pero en cambio emitió su voto por John Quincy Adams, quien no fue candidato en las elecciones. También emitió su voto de vicepresidente por Richard Rush, no por Daniel D. Tompkins, como se había comprometido. | 1   | James Monroe Daniel D. Tompkins         |
| 1828       | Siete de los nueve electores de Georgia se negaron a votar por el candidato a vicepresidente John C. Calhoun; en cambio, emitieron sus votos vicepresidenciales por William Smith. | 7   | Andrew Jackson John C. Calhoun          |
| 1832       | Los 30 electores de Pensilvania se negaron a votar por el candidato demócrata a la vicepresidencia, Martin Van Buren, y votaron en cambio por William Wilkins. | 30  | Andrew Jackson Martin Van Buren         |
| 1836       | Los 23 electores de Virginia se comprometieron a votar por los candidatos demócratas Martin Van Buren para presidente y Richard M. Johnson para vicepresidente. Sin embargo, se negaron a votar por Johnson debido a su relación abierta con una amante que era esclava y, en cambio, votaron por el senador William Smith de Carolina del Sur, lo que dejó a Johnson con 147 votos electorales, uno menos que la mayoría. Johnson fue posteriormente elegido vicepresidente tras una elección contingente en el Senado. | 23  | Martin Van Buren Richard Mentor Johnson |
| 1840       | Un elector de Virginia, Arthur Smith del condado de Isle of Wight, se comprometió a votar por los candidatos demócratas Martin Van Buren para presidente y Richard M. Johnson para vicepresidente; sin embargo, votó por James K. Polk para vicepresidente. | 1   | William Henry Harrison John Tyler       |
| 1864       | Un elector de Nevada se abstuvo de emitir votos. | 1   | Andrew Johnson                          |
| 1872       | Horace Greeley, el candidato demócrata/republicano liberal, murió el 29 de noviembre poco antes de la votación del Colegio Electoral en diciembre. Tres electores votaron por el fallecido Greeley como prometieron, mientras que los otros 63 electores votaron por otras personas, con 18 de ellos emitiendo sus votos presidenciales por el compañero de fórmula de Greeley, Benjamin Gratz Brown, y los 45 restantes repartiendo sus votos presidenciales entre otros tres no candidatos. Los tres votos presidenciales póstumos emitidos por Greeley fueron rechazados por el Congreso. | 63  | Ulysses S. Grant Henry Wilson           |
| 1892       | Un elector de Oregón comprometido a votar por Benjamin Harrison, votó finalmente por el candidato populista James B. Weaver. | 1   | Grover Cleveland Adlai E. Stevenson I   |
| 1896       | Tanto el Partido Demócrata como el Partido Popular presentaron a William Jennings Bryan como su candidato presidencial, pero presentaron diferentes candidatos para vicepresidente: el Partido Demócrata nominó a Arthur Sewall y el Partido Popular nominó a Thomas E. Watson. Aunque la boleta populista no ganó el voto popular en ningún estado, 27 electores demócratas emitieron su voto a la vicepresidencia por Watson en lugar de por Sewall. | 27  | William McKinley Garret Hobart          |
| 1912       | El candidato republicano a la vicepresidencia, James S. Sherman, murió seis días antes de la elección popular. Los republicanos habían ganado sólo dos estados, Utah y Vermont, y Nicholas M. Butler fue designado apresuradamente para recibir los ocho votos electorales prometidos a Sherman. En consecuencia, los ocho electores republicanos votaron por Butler para vicepresidente. | 8   | Woodrow Wilson Thomas R. Marshall       |
| 1948       | El elector de Tennessee, Preston Parks, era un posible elector tanto del candidato del Partido Demócrata, Harry S. Truman, como del candidato del Partido Demócrata de los Derechos de los Estados, Strom Thurmond. Aunque el Partido Demócrata nacional ganó las elecciones, Parks había hecho campaña activamente por Thurmond y votó por Thurmond y Fielding L. Wright. | 1   | Harry S. Truman Alben W. Barkley        |
| 1956       | El elector de Alabama W. F. Turner, comprometido con los demócratas Adlai Stevenson y Estes Kefauver, votó por el juez Walter Burgwyn Jones y el exgobernador de Georgia Herman Talmadge. | 1   | Dwight D. Eisenhower Richard Nixon      |
| 1960       | El elector de Oklahoma Henry D. Irwin, comprometido con los republicanos Richard Nixon y Henry Cabot Lodge Jr., se comunicó con los otros 218 electores republicanos para convencerlos de que emitieran votos electorales presidenciales para el no candidato demócrata Harry F. Byrd y votos electorales vicepresidenciales para el republicano Barry Goldwater. La mayoría respondió que tenía la obligación moral de votar por Nixon, mientras que Irwin votó por Byrd y Goldwater. Catorce electores no comprometidos (ocho de Misisipi y seis de Alabama) también votaron por Byrd para presidente, pero apoyaron a Strom Thurmond para vicepresidente; dado que no se comprometieron con nadie, su acción no fue infiel. | 1   | John F. Kennedy Lyndon B. Johnson       |
| 1968       | El elector de Carolina del Norte Lloyd W. Bailey, prometido por los republicanos Richard Nixon y Spiro Agnew, emitió sus votos por los candidatos del Partido Independiente Americano George Wallace y Curtis LeMay. Más tarde, Bailey declaró en una audiencia en el Senado que habría votado por Nixon y Agnew si su voto hubiera alterado el resultado de las elecciones. | 1   | Richard Nixon Spiro Agnew               |
| 1972       | El elector de Virginia Roger MacBride, comprometido por los republicanos Richard Nixon y Spiro Agnew, emitió sus votos electorales por los candidatos libertarios John Hospers y Tonie Nathan. El voto de MacBride a la vicepresidencia de Nathan fue el primer voto electoral emitido para una mujer en la historia de Estados Unidos. | 1   | Richard Nixon Spiro Agnew               |
| 1976       | El elector de Washington Mike Padden, prometido por los republicanos Gerald Ford y Bob Dole, emitió su voto electoral presidencial por Ronald Reagan, quien había desafiado a Ford por la nominación republicana. Emitió su voto a la vicepresidencia, como prometió, por Dole. | 1   | Jimmy Carter Walter Mondale             |
| 1988       | La electora de Virginia Occidental Margarette Leach, comprometida con los demócratas Michael Dukakis y Lloyd Bentsen, emitió sus votos por los candidatos en el reverso de sus posiciones en la lista nacional como una forma de protesta contra la costumbre de que el ganador del Colegio Electoral se lo lleve todo; su voto presidencial fue para Bentsen y su voto para vicepresidente a Dukakis. | 1   | George H. W. Bush Dan Quayle            |
| 2000       | La electora de Washington D. C. Barbara Lett-Simmons, prometida por los demócratas Al Gore y Joe Lieberman, no emitió votos electorales como protesta por la falta de representación electoral de Washington D. C. La abstención del colegio electoral de Lett-Simmons, la primera desde 1864, tenía la intención de protestar contra lo que Lett-Simmons llamó el "estado colonial" del distrito federal. Lett-Simmons describió su voto en blanco como un acto de desobediencia civil, no un acto de un elector infiel; Lett-Simmons apoyó a Gore y habría votado por Gore si hubiera pensado que él tenía la oportunidad de ganar. | 1   | George W. Bush Dick Cheney              |
| 2004       | Un elector anónimo de Minnesota, comprometido con los demócratas John Kerry y John Edwards, emitió su voto presidencial por "John Ewards" [sic], en lugar de por Kerry, presumiblemente por accidente. Todos los electores de Minnesota votaron a la vicepresidencia por John Edwards, incluido el elector que emitió el voto presidencial anómalo. Los electores de Minnesota emitían votos secretos, por lo que se desconoce la identidad del elector infiel. Como resultado de este incidente, se enmendaron los estatutos de Minnesota para disponer la votación pública de los votos de los electores y la invalidación de un voto emitido por alguien que no sea el candidato a quien el elector está comprometido. | 1   | George W. Bush Dick Cheney              |
| 2016       | En Washington, los electores del Partido Demócrata dieron tres votos presidenciales a Colin Powell y uno a Faith Spotted Eagle y estos electores emitieron votos a la vicepresidencia por Elizabeth Warren, Maria Cantwell, Susan Collins y Winona LaDuke. En Hawái, Bernie Sanders recibió un voto presidencial y Elizabeth Warren recibió un voto vicepresidencial. En Texas, Christopher Suprun votó por John Kasich para presidente y otro elector votó por Ron Paul, dándole a cada uno el voto presidencial. Suprun también votó por Carly Fiorina como vicepresidenta, mientras que el otro elector votó por Mike Pence como prometió. Además, otros tres electores intentaron votar en contra de sus promesas, pero sus votos fueron invalidados. En Colorado, Kasich recibió un voto para presidente, que fue invalidado, y el elector fue reemplazado por uno que emitió un voto por Clinton. En Maine, un elector del Partido Demócrata votó por Bernie Sanders, pero se vio obligado a votar por Clinton. En Minnesota, otro elector del Partido Demócrata intentó hacer lo mismo pero fue reemplazado por uno que votó por Clinton. El mismo elector de Minnesota votó por Tulsi Gabbard para vicepresidente, pero ese voto fue invalidado y entregado a Tim Kaine. | 10  | Donald Trump Mike Pence                 |